# 洪普特鲁普
洪普特鲁普（德語：Humptrup）是德国石勒苏益格－荷尔斯泰因州的一个市镇。总面积16.99平方公里，总人口732人，其中男性364人，女性368人（2011年12月31日），人口密度43人/平方公里。